# Ferraria cornucephala
Ferraria cornucephala is een soort in de taxonomische indeling van de Myzozoa, een stam van microscopische parasitaire dieren. Het organisme komt uit het geslacht Ferraria en behoort tot de familie Lecudinidae. Ferraria cornucephala werd in 1931 ontdekt door Setna.